# Вулиці Синельникового
У місті Синельникове, центру Синельниківського району Дніпропетровської області станом на 2020 рік налічується 159 вулиць, 18 провулків, 3 казарми, 2 платформи й 2 інших об'єкти..
| Назва                             | Попередня назва                  | Місцевість                               |
| Вулиці:                           |                                  |                                          |
| Вулиця 8 Березня                  |                                  | Південне Синельникове                    |
| Вулиця 25-ї Дивізії               |                                  | Південне Синельникове                    |
| Вулиця 95-го Прикордонного загону |                                  | Мала                                     |
| Вулиця 333-ї Дивізії              |                                  | Мала                                     |
| Абрикосова вулиця                 |                                  |                                          |
| Вулиця Олександра Авраменка       |                                  | Південне Синельникове                    |
| Вулиця Валерія Алтуніна           |                                  | Південне Синельникове                    |
| Армійська вулиця                  | Червоноармійська вулиця          | Мала                                     |
| Вулиця Байдукова                  | Комунальна вулиця                | Мала                                     |
| Вулиця Дмитра Бараболкіна         |                                  | Центр, Південне Синельникове             |
| Барачна вулиця                    |                                  | Мала                                     |
| Вулиця Белютіна                   |                                  | Східна сторона (Сахалин)                 |
| Бердянська вулиця                 |                                  | Східна сторона (Сахалин)                 |
| Білгородська вулиця               |                                  | Мала                                     |
| Вулиця Білютіна                   |                                  |                                          |
| Вулиця БМП 317                    |                                  |                                          |
| Вулиця Богми                      |                                  | Центр, Мала                              |
| Вагонна вулиця                    |                                  | Мала                                     |
| Вулиця Васильківського            | Васильківська вулиця             | Мала                                     |
| Вулиця Ватутіна                   |                                  | Мала                                     |
| Вулиця Михайла Величая            |                                  | Центр, Мала                              |
| Весела вулиця                     |                                  | Мала                                     |
| Весняна вулиця                    | Вулиця Карла Лібнехта            | Мала                                     |
| Виконкомівська вулиця             |                                  | Центр, Південне Синельникове             |
| Вулиця Олександра Власова         |                                  | Південне Синельникове                    |
| Вулиця Воїнів-афганців            | Вулиця Воїнів Інтернаціоналістів | Південне Синельникове                    |
| Вуглова вулиця                    |                                  | Центр, Мала                              |
| Вулиця Гагаріна                   |                                  | Центр, Мікрорайон, Мала                  |
| Гайова вулиця                     | Вулиця Чапаєва                   | Східна сторона (Сахалин)                 |
| Гвардійська вулиця                |                                  | Мала                                     |
| Вулиця Георгієвського             |                                  | Мала                                     |
| Вулиця Глінки                     |                                  | Південне Синельникове                    |
| Вулиця Говорова                   |                                  | Мала                                     |
| Вулиця Гоголя                     |                                  | Східна сторона (Сахалин)                 |
| Вулиця Олеся Гончара              | Вулиця Павла Корчагіна           | Центр, Мала                              |
| Вулиця Василя Гопанюка            |                                  | Південне Синельникове                    |
| Вулиця Олександра Горобця         |                                  | Південне Синельникове                    |
| Вулиця Горького                   |                                  | Східна сторона (Сахалин)                 |
| Гостинна вулиця                   | Пролетарська вулиця              | Східна сторона (Сахалин)                 |
| Вулиця Грушевського               |                                  |                                          |
| Гурджуанська вулиця               | Аптечна вулиця                   | Центр                                    |
| Деповська вулиця                  |                                  | Східна сторона (Сахалин)                 |
| Вулиця Довженка                   | Радянська вулиця                 | Центр, Південне Синельникове             |
| Вулиця Докучаєва                  |                                  | Східна сторона (Сахалин)                 |
| Вулиця Дружби                     |                                  | Східна сторона (Сахалин)                 |
| Елеваторна вулиця                 |                                  |                                          |
| Вулиця Енергетиків                | Вулиця Крупської                 |                                          |
| Заводська вулиця                  |                                  | Центр                                    |
| Залізнична вулиця                 |                                  | Центр, Мала                              |
| Запорізька вулиця                 |                                  |                                          |
| Затишна вулиця                    | Вулиця Воровського               | Центр, Мікрорайон                        |
| Вулиця Захисників Вітчизни        |                                  | Південне Синельникове                    |
| Західна вулиця                    |                                  | Південне Синельникове                    |
| Зелена вулиця                     | Вулиця Кірова                    | Східна сторона (Сахалин)                 |
| Зоряна вулиця                     | Вулиця Павлика Морозова          | Мала                                     |
| Індустріальна вулиця              |                                  | Червоний хутір, Мала                     |
| Калинова вулиця                   |                                  |                                          |
| Вулиця Олександра Карандаша       |                                  | Південне Синельникове                    |
| Каштанова вулиця                  | Вулиця 40-а років Жовтня         | Центр                                    |
| Квітнева вулиця                   |                                  | Центр, Південне Синельникове             |
| Київська вулиця                   |                                  | Мала                                     |
| Вулиця Якова Клочка               |                                  | Східна сторона (Сахалин)                 |
| Вулиця Ковпака                    |                                  | Мала                                     |
| Козацька вулиця                   | Вулиця Кремлівських Курсантів    | Східна сторона (Сахалин)                 |
| Колійна вулиця                    | Вулиця Ульянових                 | Мала                                     |
| Колонтаївська вулиця              |                                  | Східна сторона (Сахалин)                 |
| Вулиця Комарова                   |                                  | Південне Синельникове                    |
| Вулиця Корольова                  | Вулиця Свердлова                 | Східна сторона (Сахалин)                 |
| Космічна вулиця                   |                                  | Мала                                     |
| Вулиця Зої Космодем'янської       |                                  | Мала                                     |
| Вулиця Михайла Коцюбинського      | Вулиця Куйбишева                 | Мала                                     |
| Кримська вулиця                   |                                  | Центр                                    |
| Курганна вулиця                   |                                  | Східна сторона (Сахалин)                 |
| Вулиця Кутузова                   |                                  | Східна сторона (Сахалин)                 |
| Ламана вулиця                     |                                  | Східна сторона (Сахалин)                 |
| Лісова вулиця                     | Вулиця Калініна                  | Східна сторона (Сахалин)                 |
| Локомотивна вулиця                | Вулиця Орджонікідзе              | Східна сторона (Сахалин)                 |
| Вулиця Максима Лянки              |                                  | Південне Синельникове                    |
| Мала вулиця                       | Вулиця Дімітрова                 |                                          |
| Мальовнича вулиця                 | Жовтнева вулиця                  | Східна сторона (Сахалин)                 |
| Маріупольська вулиця              | Вулиця Жданова                   | Мала                                     |
| Вулиця Матросова                  |                                  | Східна сторона (Сахалин)                 |
| Вулиця Маяковського               |                                  | Східна сторона (Сахалин)                 |
| Медова вулиця                     | Вулиця Карла Маркса              | Східна сторона (Сахалин)                 |
| Вулиця Миру                       |                                  | Мікрорайон, Південне Синельникове        |
| Вулиця Мічуріна                   |                                  |                                          |
| Молодіжна вулиця                  | Комсомольська вулиця             | Мала                                     |
| Вулиця Молодої Гвардії            |                                  | Мала                                     |
| Московська вулиця                 |                                  | Мала                                     |
| Музейна вулиця                    | Вулиця Тельмана                  | Мала                                     |
| Музична вулиця                    | Вулиця Петровського              | Центр, Південне Синельникове             |
| Вулиця Незалежності               |                                  |                                          |
| Вулиця Некрасова                  |                                  | Мала                                     |
| Вулиця Якова Никоненка            |                                  | Центр, Південне Синельникове             |
| Вулиця Миколи Ніколаєва           |                                  | Південне Синельникове                    |
| Нова вулиця                       |                                  | Мала                                     |
| Нововокзальна вулиця              |                                  | Центр                                    |
| Новомосковська вулиця             |                                  | Південне Синельникове                    |
| Новоукраїнська вулиця             |                                  | Мала                                     |
| Обласна вулиця                    |                                  | Мала                                     |
| Одеська вулиця                    |                                  | Східна сторона (Сахалин)                 |
| Вулиця Станіслава Осауленка       |                                  | Південне Синельникове                    |
| Вулиця Осипенка                   |                                  | Мала                                     |
| Осіння вулиця                     | Вулиця Островського              | Мала                                     |
| Вулиця Остапа Вишні               | Вулиця Федька                    |                                          |
| Паркова вулиця                    |                                  | Південне Синельникове                    |
| Патріотична вулиця                |                                  |                                          |
| Переїзна вулиця                   |                                  | Мала                                     |
| Вулиця Перемоги                   |                                  | Південне Синельникове                    |
| Першотравнева вулиця              |                                  | Східна сторона (Сахалин)                 |
| Південна вулиця                   |                                  | Центр                                    |
| Вулиця Південна промзона          |                                  |                                          |
| Північна вулиця                   |                                  | Східна сторона (Сахалин)                 |
| Поворотна вулиця                  |                                  | Східна сторона (Сахалин)                 |
| Покровська вулиця                 | Вулиця Енгельса                  | Центр, Південне Синельникове             |
| Полтавська вулиця                 |                                  | Центр, Мала                              |
| Польова вулиця                    | Вулиця Бабушкіна                 | Східна сторона (Сахалин)                 |
| Вулиця Юрія Применка              |                                  | Південне Синельникове                    |
| Проліскова вулиця                 | Вулиця Валентини Терешкової      | Східна сторона (Сахалин)                 |
| Пушкіна вулиця                    |                                  | Східна сторона (Сахалин)                 |
| Ремонтна вулиця                   |                                  |                                          |
| Різдвяна вулиця                   | Вулиця Рози Люксембург           | Східна сторона (Сахалин)                 |
| Робітнича вулиця                  |                                  | Червоний хутір                           |
| Садова вулиця (бульварного типу)  | Вулиця 50 років Жовтня           | Центр, Мікрорайон, Південне Синельникове |
| Вулиця Свєтлова                   |                                  |                                          |
| Вулиця Свободи                    |                                  | Центр, Південне Синельникове             |
| Севастопольська вулиця            |                                  | Центр                                    |
| Середня вулиця                    |                                  | Східна сторона (Сахалин)                 |
| Вулиця Івана Сірка                | Вулиця Щорса                     | Східна сторона (Сахалин)                 |
| Вулиця Григорія Сковороди         | Вулиця Володарського             | Мала                                     |
| Стадіонна вулиця                  |                                  | Мала                                     |
| Вулиця Богдана Ступки             | Вулиця Фрунзе                    | Мала                                     |
| Вулиця Суворова                   |                                  | Східна сторона (Сахалин)                 |
| Східна вулиця                     |                                  | Східна сторона (Сахалин)                 |
| Тиха вулиця                       |                                  | Східна сторона (Сахалин)                 |
| Вулиця Павла Тичини               | Вулиця Дзержинського             | Центр, Мікрорайон                        |
| Вулиця Тітова                     |                                  | Східна сторона (Сахалин)                 |
| Вулиця Толстого                   |                                  | Мала                                     |
| Вулиця Трушева                    | Лісна вулиця                     | Східна сторона (Сахалин)                 |
| Тупа вулиця                       |                                  | Східна сторона (Сахалин)                 |
| Вулиця Сергія Тюленіна            |                                  | Східна сторона (Сахалин)                 |
| Уютна вулиця                      |                                  |                                          |
| Вулиця Івана Франка               |                                  | Мала                                     |
| Харківська вулиця                 |                                  | Центр, Південне Синельникове             |
| Вулиця Богдана Хмельницького      |                                  | Східна сторона (Сахалин)                 |
| Цегельна вулиця                   |                                  | Червоний хутір, Мала                     |
| Центральна вулиця                 | Вулиця Леніна                    | Центр, Південне Синельникове             |
| Вулиця Лізи Чайкиної              | до 1963 року Ярмарочна вулиця    | Центр, Південне Синельникове             |
| Вулиця Чехова                     |                                  | Південне Синельникове                    |
| Вулиця Чкалова                    |                                  | Мала                                     |
| Вулиця Шевченка                   |                                  | Центр                                    |
| Широка вулиця                     | Вулиця 50 років ВЛКСМ            | Східна сторона (Сахалин)                 |
| Вулиця Щабельського               |                                  | Центр, Південне Синельникове             |
| Юнацька вулиця                    | Піонерська вулиця                | Східна сторона (Сахалин)                 |
| Яблунева вулиця                   | Вулиця Ворошилова                |                                          |
| Ягідна вулиця                     | Інтернаціональна вулиця          | Центр, Мала                              |
| Ярова вулиця                      | Вулиця Жлоби                     | Центр, Мала                              |
| Вулиця Ярослава Мудрого           | Вулиця Ярославського             | Мала                                     |
| Вулиця Дмитра Яворницького        | Вулиця Жукова                    |                                          |
| ЖДБ:                              |                                  |                                          |
| ЖДБ 238 км                        |                                  |                                          |
| Казарми:                          |                                  |                                          |
| Казарма 239 км                    |                                  |                                          |
| Казарма 240 км                    |                                  |                                          |
| Казарма 1030 км                   |                                  |                                          |
| Залізничні платформи:             |                                  |                                          |
| Платформа 239 км                  |                                  |                                          |
| Платформа 1029 км                 |                                  |                                          |
| Склади:                           |                                  |                                          |
| Сінний склад                      |                                  |                                          |
| Провулки:                         |                                  |                                          |
| Абрикосовий провулок              |                                  | Південне Синельникове                    |
| Вишневий провулок                 |                                  | Південне Синельникове                    |
| Провулок Гагаріна                 |                                  |                                          |
| Дачний провулок                   |                                  | Східна сторона (Сахалин)                 |
| Провулок Дружби                   |                                  |                                          |
| Жилкопівський провулок            |                                  |                                          |
| Калантаївський провулок           |                                  |                                          |
| Ламаний провулок                  |                                  |                                          |
| Павлоградський провулок           |                                  |                                          |
| Покровський провулок              | Провулок Енгельса                | Південне Синельникове                    |
| Прохолодний провулок              |                                  | Південне Синельникове                    |
| Ремонтний провулок                |                                  |                                          |
| Сонячний провулок                 |                                  | Південне Синельникове                    |
| Титановий провулок                |                                  |                                          |
| Транспортний провулок             |                                  |                                          |
| Уютний провулок                   |                                  |                                          |
| Шкільний провулок                 |                                  | Східна сторона (Сахалин)                 |
| Ювілейний провулок                | Провулок Фрунзе                  |                                          |
| Парки:                            |                                  |                                          |
| Меморіальний парк Дружба-Достик   |                                  | Східна сторона (Сахалин)                 |
| парк Культури і Відпочинку        |                                  | Центр                                    |
| Південний парк                    |                                  | Південне Синельникове                    |
| парк Слави                        |                                  | Центр                                    |
| Червоний парк                     |                                  | Мікрорайон                               |